# Andreas Divus
Andreas Divus   (Koper, 1490 - 1548), conegut també com a Justinopolitanus, fou un humanista i traductor del Renaixement italià, del que se'n sap poc de la seva vida. Se'l coneix especialment per les seves traduccions llatines d'Homer.
Divus és citat de forma directa per Ezra Pound en el seu poema llarg The Cantos, en concret al principi del Canto I ("Lie quiet Divus. I mean, that is Andreas Divus, In officina Wecheli, 1538, out of Homer").

## Obres publicades
- Homeri, poetarum omnium principis, Ilias Andrea Divo Justinopolitano interprete ad verbum translata... (Venetiis 1537, Lugduni 1538). Dedicatòria P. P. Vergerio
- Homeri Ilias ad verbum translata A. Divo Justinopolitano interprete... (Parisiis 1538, Salingiaci 1540)
- Homeri poetae clarissimi Odyssea Andrea Divo Justinopolitano interprete... (Venetiis 1537, Lugduni 1538, 1539)
- Homeri opera graecolatina quaequidem nune extant omnia... (Basileae 1561, 1567; Argentorati 1564; Aureliae Allobrogum 1588, 1609; Lugduni 1656)
- Aristophanis... Comoediae undecim e graeco in latinum ad verbum translatae Andrea Divo Justinopolitano interprete... (Venetiis 1538, 1548; Basileae 1539, 1542, 1552; Lugduni Batavorum 1554, 1624, 1625)
- Aristophanis... Comoediae: Plutus, Nebulae, Ranae, Eguites, Acharnes, Vespae, Ares, Pax, Concinantes, Sacra Cereris celebrantes, Lysistratae. E graeco in latinum ad verbum translatae Andrea Divo interprete (Venetiis 1597)
- Aristophanis Comoediae undecim... interpretatione Nicodemi Frischlini, Florentis Christiani et Andreae Divi (Aureliae Allobrogum 1607, 1608)
- Theocriti Syracusani... Idyllis trigintasex, recens e graeco in latinum ad verbum translata, Andrea Divo Justinopolitano interprete... (Venetiis 1539, Basileae 1554).